# سامي إبراهيم حداد
سامي إبراهيم حداد (1890 يافا - 1957م بيروت) هو طبيب فلسطيني من سكان لبنان، درس في مدرسة المطران غوبات والكلية الإنجليزية في القدس، ثم درس الطب في الجامعة الأميركية في بيروت. وكان له اهتمام بتاريخ الطب العربي. كان يمتلك خزانة خاصة من المخطوطات بدأ بجمعها من سنة 1930 م وكان قد اشترى أغلب المخطوطات من بلاد عربية مختلفة. وهذه المخطوطات محفوظة اليوم في مكتبة ويلكام بلندن. وقد طبع هذا الطبيب قطعة من مسند عمر بن الخطاب ليعقوب بن شيبة عن مخطوطة من مكتبته.